# 閣外協力
閣外協力（かくがいきょうりょく）とは、内閣に国務大臣（閣僚）を出さずに、政策協定を締結し与党として連立政権（連立内閣）に参加すること。

## 日本における閣外協力
正式な政策協定を結んで行われた閣外協力として、以下のようなものがある。
- 第5次吉田内閣（自由党政権）における改進党
- 第2次大平内閣（自由民主党政権）における新自由クラブ
- 羽田内閣（非自民・非共産連立政権）における新党さきがけ・新党みらい
- 第2次橋本内閣・第2次橋本改造内閣（自社さ連立政権（後の自由民主党政権））における社会民主党・新党さきがけ

以下の事例は、正式な政策協定は結んでいないが、特定の政党が与党と統一会派を組むなどして与党側に参加した例である。
- 村山内閣・村山改造内閣（自社さ連立政権）における自由連合[注釈 1]
- 小渕第2次改造内閣（自自公連立政権）・第1次森内閣（自公保連立政権）における改革クラブ[注釈 2]
- 麻生内閣（第一次自公連立政権）における改革クラブ[注釈 3]（第1次森内閣の同名政党とは別組織）
- 鳩山由紀夫内閣（民社国連立政権）[注釈 4]・菅直人内閣・野田内閣（民国連立政権）における新党日本[注釈 5]（後に野党に転ずる）・新党大地[注釈 6]（後の新党大地・真民主、後に野党に転ずる）
- 第3次安倍第2次改造内閣（第二次自公連立政権）における新党大地[注釈 7]・日本のこころ[注釈 8]

## イギリスにおける閣外協力
- 1886年に成立した第2次ソールズベリー侯爵内閣に自由統一党が閣外協力
- 2017年に成立した第2次メイ内閣に民主統一党が閣外協力

## ギリシャにおける閣外協力
- 2012年6月ギリシャ議会総選挙で全ギリシャ社会主義運動が閣外協力を選択

## Confidence and supply
英語で"Confidence and supply"（信任と予算）と呼ばれるものがある。"Confidence and supply"は、政府の信任と、予算案賛成の協定を結ぶことを意味する。政権維持に協力する点で、部分連合より政府への協力の度合いは深いが、与党（Government）には含まれず、Confidence and supply を欠くと信任が維持できない政権は少数与党（Minority government）となる。個別の政策では独自性を維持する点で閣外協力よりは協力の度合いは浅いともいえるが、日本以外の国では一般に、信任および信任と直結する予算などの重要議案を除くと与党内の党議拘束も日本に比べて緩やかであるため、一概には比較はできない。与党議員は立候補時に与党のマニフェストに賛同した以上はそれに拘束されるが、Confidence and supply のジュニアパートナー政党は与党のマニフェストからただちには拘束されないという差はある。
イギリスにおいて2017年から2019年まで、民主統一党は保守党政府（第2次メイ内閣）に対して Confidence and supply の立場にあったが、日本語では閣外協力と表現された。
このほか、2005年11月から2008年10月までにヘレン・クラーク首相が率いたニュージーランド労働党政権や、1985年から1987年までのオンタリオ自由党政権が、他党のConfidence and supplyを受けて少数与党内閣を組織している。